# München (Uebigau-Wahrenbrück)
München ist ein Ortsteil der Stadt Uebigau-Wahrenbrück.

## Geschichte

München auf einer geschichtlichen Karte des Kreises Liebenwerda (1910).

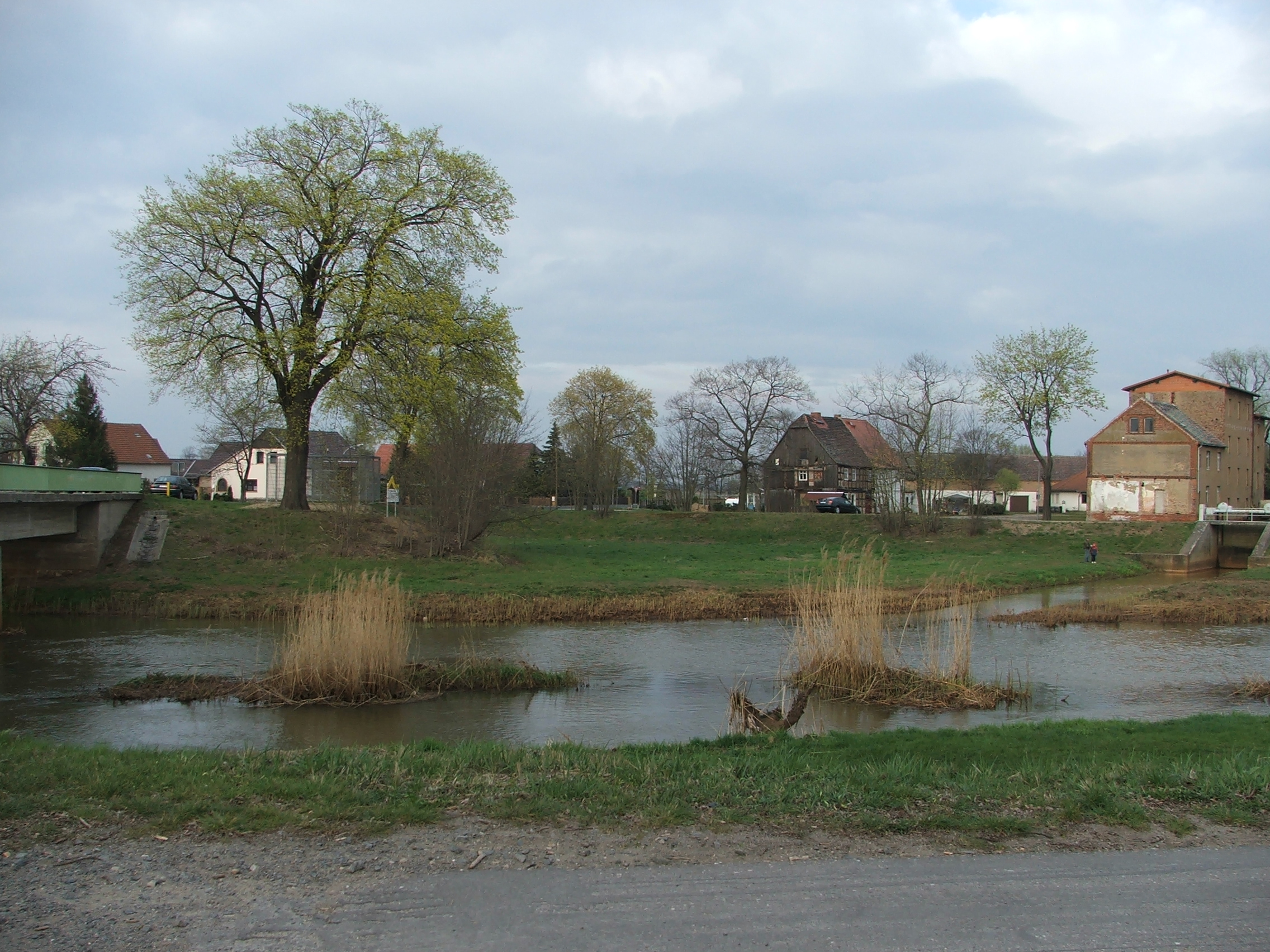
München an der Schwarzen Elster

### Chronologische Daten
Der Ort mit 16 Einwohnern wurde 1445 erstmals urkundlich als Monchin erwähnt. 1672 erfolgte die Erwähnung als München.
1590 hatte der Ort fünf besessene Männer, die teilweise von Fischerei lebten.
1835 zählte das Dorf sieben Wohnhäuser mit 45 Einwohnern. An Vieh wurden elf Pferde, 54 Rinder und 23 Schweine gezählt.
München wurde am 1. Januar 1960 in die benachbarte Stadt Uebigau eingemeindet. Ortsvorsteher ist Markus Münzer.

### Einwohnerentwicklung
| Jahr | Einwohner |
| ---- | --------- |
| 1681 | 5         |
| 1816 | 45        |
| 1819 | 40        |
| 1835 | 45        |
| 1910 | 23        |
| 1926 | 37        |
| 2005 | 24        |
| 2016 | 16        |

## Kultur und Sehenswürdigkeiten
Jedes Jahr Anfang Oktober findet in diesem Ort ein Oktoberfest statt. Im Jahr 2005 nahmen daran mehrere tausend Besucher teil, einige davon erschienen in Dirndl oder Lederhose.